# Printemps (Monet)
Pour les articles homonymes, voir Printemps (homonymie).
Printemps aussi appelé La Liseuse est un tableau peint par Claude Monet en 1872. Il est conservé au Walters Art Museum à Baltimore. 

## Contexte
Monet est rentré en France en 1871, après des séjours en Angleterre et aux Pays-Bas durant la guerre de 1870. Parti en famille, il cherche à la loger près de Paris, et, grâce à l’entremise d’Édouard Manet, il peut emménager dans une maison à Argenteuil en toute fin d’année. Le tableau est réalisé dans le jardin quelques mois plus tard. La jeune lectrice qu’il représente est possiblement Camille mais ce n’est pas attesté.

## Traitement du sujet
Monet pratique une touche rapide et s’affranchit des règles académiques qui demandent alors que soient privilégiées les « parties nobles » que sont les mains et le visage. Ceux-ci sont ici discrètement traités, alors que la robe et l’herbe au premier plan ont un rôle majeur dans la mise en valeur de la lumière qui se dépose sur la scène, comme le souligne Émile Zola en 1876 : « Il ne faudrait pas oublier d’autres tableaux de Monet, notamment le portrait d’une femme habillée de blanc, assise à l’ombre du feuillage, sa robe parsemée de paillettes lumineuses, telles de grosses gouttes. »Ce tableau évoque la vie d'une jeune fille française que George Sand décrit ainsi dans sa correspondance d'adolescente en 1820 : « Je passe ma vie dans le jardin, je ne puis respirer librement que dehors »[réf. incomplète].

## Parcours de l’œuvre
Probablement acquise par Durand-Ruel auprès de l’artiste, elle entre dans la collection Hoschedé en 1873, puis, après sa dispersion en 1878, elle est acquise par Mary Cassatt vers 1889, ensuite par l'homme d'affaires américain Henry Walters en 1905. Elle est léguée à la Fondation qui gère le Walters Art Museum, situé à Baltimore. Elle y porte le titre de Springtime.
Elle a participé à plus de vingt expositions en France, en Grande-Bretagne, au Japon et aux États-Unis.